# NGC 1417
NGC 1417 (другие обозначения — MCG -1-10-21, IRAS03394-0451, PGC 13584) — спиральная галактика с перемычкой (SBb) в созвездии Эридан.
Этот объект входит в число перечисленных в оригинальной редакции «Нового общего каталога».
В галактике вспыхнула сверхновая SN 2010it типа Ia, её пиковая видимая звездная величина составила 17,0.